# Justin Gaston
Justin Michael Gaston (Pineville, Luisiana, 12 de agosto de 1988) é um cantor, ator,compositor e modelo americano.

## Carreira
Em 2005, Justin Gaston deixou sua cidade natal Pineville, aos 17 anos para seguir a carreira de ator. Gaston primeiro encontrou trabalho como modelo de cuecas para as marcas Christian Audigier, Adidas, Jock Internacional, Hugo Boss, e outros marcas notáveis.
Em 2008, Gaston era um guitarrista para a banda Hannah Montana, no seriado de mesmo nome na 3.ª temporada. Isto levou um mês para que Gaston assumisse relacionamento com a estrela da série, Miley Cyrus.
Gaston apareceu no clipe da cantora Taylor Swift, "Love Story", em 2008 e também apareceu no episódio primeiro episódio da série de televisão Glee, que estreou na rede Fox em 19 de maio de 2009.
Em fevereiro de 2010, Gaston começou a aparecer no programa de Simon Fuller.
Em 14 de abril de 2010, Gaston fez um dueto no American Idol, com Brooke White, uma das finalistas na sétima temporada do reality. Em junho de 2010 Gaston posou nua em uma foto polêmica para PETA "Em vez andar nu a usar peles" campanha publicitária junto com Ben Elliott e Giglianne Braga.

## Vida Pessoal
Gaston que é originalmente de Pineville, estudou no Pineville High School. Gaston era um atleta que competiu no atletismo, terminando em sexto lugar no salto com vara evento em 2005, no Louisiana da High School Athletic Association (LHSAA). Gaston atingiu uma altura de 12 "6" na competição.